# Bochner–Yanos sats
Inom differentialgeometri är Bochner–Yanos sats ett resultat som säger att isometrigruppen av en kompakt Riemannmångfald med negativ Riccikrökning är ändlig (Bochner &  Yano 1953).

### Allmänna källor
- Bochner, Salomon; Yano, K. (1953), Curvature and Betti numbers, Annals of Mathematics Studies, "32", Princeton University Press, ISBN 978-0-691-09583-7